# 24130 Алексхуанг
24130 Алексхуанг (24130 Alexhuang) — астероїд головного поясу, відкритий 4 листопада 1999 року.
Тіссеранів параметр щодо Юпітера — 3,626.